# Krajnc Balázs
Krajnc Balázs (Pápa, 1986. december 28. –) magyar labdarúgó, középpályás, utánpótlás edző. Felnőtt labdarúgó pályafutása alatt 2004 és 2022 között egy-egy idényt töltött Diósgyőri VTK-val és a Nyíregyháza Spartacus FC-vel az élvonalban. Összesen 11 élvonalbeli mérkőzésen lépett a pályára.

## Pályafutása

### Klubokban
Diósgyőr
A Diósgyőr saját nevelésű játékosa. Nyolc éves kora óta végigjárta az utánpótlás korosztályos csapatokat (1994-2003)  A magyar élvonalban 2004. augusztus 7-én a Lombard Pápa  elleni mérkőzésen mutatkozott be 17 évesen. A 2004–2005-ös bajnoki szezonban további nyolc mérkőzésen szerepelt a 9. helyen záró Diósgyőrben. A felnőtt élvonalbeli mérkőzéseken nyújtott teljesítménye alapján, a sportújságírók és sportszakemberek 2005-ben Borsod-Abaúj-Zemplén megye legjobb utánpótláskorú labdarúgójának választották.
Bőcs KSC
A Bőcs KSC-hez történt szerződésével egyidejűleg, azonnal kölcsönadásra került az NB III-ban szereplő Tuzsér FC-hez.
Tuzsér FC
A 2005–2006-os szezonban 13 mérkőzésen 9 góllal járult hozzá a csapat bajnoki címéhez. és az NB II-be jutásához. A 2006–2007-es NB II-es bajnokságban 24 mérkőzésen szerepelt és 8 gólt. szerzett. A csapat újoncként 6. helyezést ért el az NB II keleti csoportjában
Nyíregyháza Spartacus
A Tuzsér FC-ben nyújtott teljesítménye alapján 2007-ben kapott szerződést az élvonalban szereplő Nyíregyháza Spartacusnál. A felnőtt csapatban csak egy bajnoki és egy magyarkupa-mérkőzésen kapott lehetőséget, amelyeken egy gólt szerzett.
Békéscsabai Előre
Az NB III Alföld csoportjában szereplő Békéscsabai Előrében 13 mérkőzésen 6 gólt szerzett. Az utolsó előtti fordulóban súlyos vállsérülést szenvedett, aminek következtében műtéti beavatkozásra került sor. A közel három hónapos gyógyulásra tekintettel közös megegyezéssel szerződést bontott a csapattal.
Bajai LSE
A 2008–2009-es bajnoki szezonban, a tavaszi fordulókban 13 mérkőzésen szerepelt az NB II nyugati csoportjában szereplő Bajai LSE-ben. A fél szezonban 4 gólt szerzett, de ez sem akadályozhatta meg a csapat kiesését. Az utolsó fordulóban a Tatabánya elleni mérkőzésen ismételten súlyos vállsérülést szenvedett. A műtéti beavatkozás eredményeképpen három hónapig nem vehetett részt a közös munkában.
A 2009–2010-es bajnokságban a sérülés miatt, csak a tavaszi fordulókban tudott ismételten játszani. Az NB III Dráva csoportjában szereplő Bajai LSE-ben 15 mérkőzésen 4 gólt szerzett. A csapat végül megnyerte a bajnokságot és feljutott az NB II nyugati csoportjába.
Bőcs KSC
A 2010-2011-es szezon őszi fordulóiban 7 mérkőzésen szerepelt, amelyeken 1 gólt szerzett. Élő szerződése mellett 2010 decemberében az ausztriai ASK Oberpetersdorf együtteséhez szerződött.
ASK Oberpetersdorf
A Burgenland Ligá-ban szereplő csapatban a volt válogatott Horváth Ferenccel játszott együtt. A tavaszi fordulókban 15 mérkőzésen 4 gólt szerzett.
Vecsés FC, Felsőpakony
Az NB II-es Vecsési FC-hez való igazolása után, azonnal kölcsönadásra került a Megyei I. osztályban szereplő Felsőpakony KSE csapatához. A 2011-2012-es bajnoki idényben 23 mérkőzésen 11 gólt szerzett.
KBSC FC
Az NB III. Keleti csoportjában, szereplő csapatban, a 2013-2014-es bajnokság második felében 6 mérkőzésen lépett pályára, amelyeken 1 gólt szerzett.  A csapat a második helyen végzett, így nem jutott fel az NB II-be.
III. ker. TVE
Az NB III. Nyugati csoportjában, szereplő csapatban, a 2014-2015-ös szezonban 5 mérkőzésen lépett pályára.
Fémalk-Dunavarsány TE
A Pest Megyei Labdarúgó Szövetség, II. osztályú felnőtt bajnokság, Déli csoportjában két bajnoki évben (2015-2017) szerepelt. A két idényben 58 mérkőzésen lépett pályára, amelyeken 40 gólt  szerzett. A 2017-es idényben a csapat megnyerte a bajnokságot és egy osztállyal feljebb lépett.
Üllő SE, Bugyi SE
A következő másfél évben (2017-2019) csapatváltással, de továbbra is a Pest Megyei Labdarúgó Szövetség, II. osztályú felnőtt bajnokság, Déli csoportjában szerepelt. Csapataiban 41 mérkőzésen lépett pályára, amelyeken 18 gólt szerzett.
A 2020-2021-es szezonban egy évre visszatért korábbi csapatához (Bugyi SE). A bajnokságban 17 mérkőzésen lépett pályára, amelyeken 7 gólt szerzett.
Kelen SC
A Kelen SC-ben 2019. február 5-től folytatta pályafutását. A bajnokság felénél a III. helyen lévő csapattal sikerült megnyerni a BLSZ I. bajnoki címet. A Békéscsaba 1912 Előre II csapata ellen  sikeresen megnyert osztályozó mérkőzések után, a csapat a következő idényben az NB III-as bajnokságban folytatja szereplését. Az idény második felében 14 mérkőzésen lépett pályára és 4 góllal segítette csapatát a bajnoki címhez.
A sikeres bajnoki szereplés mellett a csapat a REAC-al vívott döntő megnyerésével történetében először megnyerte a 43. Budapest-kupát.
A csapat első NB-III-as szezonjában 14 mérkőzésen lépett pályára, amelyeken 2 gólt szerzett.
Tóvill-Kápolnásnyék, BVSC-Zugló
A 2021-22-es bajnokságban a Tóvill-Kápolnásnyék csapatában 15 bajnoki és kupamérkőzésen lépett pályára, amelyeken 8 gólt szerzett.
Ugyanebben a szezonban a BVSC-Zugló (Öregfiúk I. osztály) színeiben 8 mérkőzésen szerepelt, amelyeken 3 gólt szerzett.

### Az utánpótlás válogatottban
A felnőtt élvonalbeli és az NB1-es Ligamérkőzéseken  nyújtott teljesítménye alapján 2005-ben meghívást kapott az U19-es válogatottba. A válogatottban három mérkőzésen lépett pályára, amelyeken egy gólt szerzett.

## Utánpótlás edző
Aktív labdarúgó pályafutása mellett, hét éve dolgozik edzőként az utánpótlás területén. Három évig (2016-2019) a Liver FC U11 haladó csoportjánál, két évig a Kelen FC U12z korosztályával dolgozott. Majd két évet töltött a Budaörs U15-ös korosztályával. Jelenleg a BVSC-Zugló U12-es csapatánál tölt be edzői feladatokat. Edzői és még aktív játékos pályafutása mellett a Testnevelési Egyetemen labdarúgó szakedzői diplomát szerzett (2021, alapképzés, BA).[forrás?]

## Sikerei, díjai
- Diósgyőr
  - 2005-ben a sportszakemberek és sportújságírók Borsod-Abaúj-Zemplén Megye legjobb utánpótláskorú játékosának választották.[22]